# L'Atelier du peintre (Richard)
Pour les articles homonymes, voir L'Atelier du peintre (homonymie) et Atelier (homonymie).
L’Atelier du peintre est un tableau peint par Fleury François Richard en 1803. Il est conservé dans une collection particulière. 

## Historique
En 2014, il est prêté au Musée des beaux-arts de Lyon dans le cadre de l'exposition L'invention du Passé. Histoires de cœur et d'épée 1802-1850.

## Œuvres liées

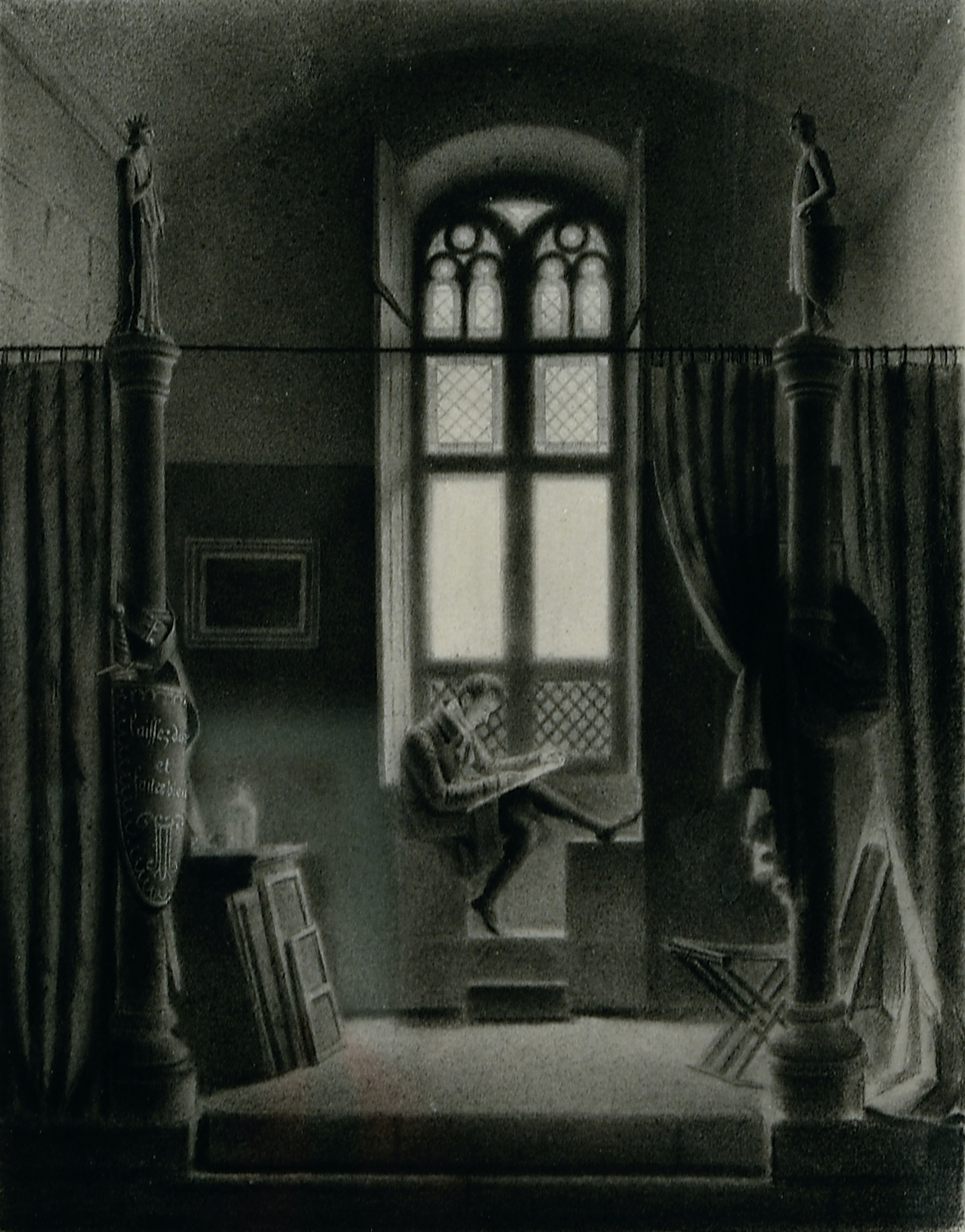
Étude pour l’Atelier du peintre, 1803, par Fleury-Richard, musée des beaux-arts de Lyon